# Episodi di Sydney to the Max (seconda stagione)
La seconda stagione di Sydney to the Max è in onda negli Stati Uniti dal 13 dicembre 2019 su Disney Channel e in Italia viene pubblicata il 22 dicembre 2021 su Disney+.
| nº | Titolo originale            | Titolo italiano                    | Prima TV USA     | Prima TV Italia  |
| -- | --------------------------- | ---------------------------------- | ---------------- | ---------------- |
| 1  | How the Syd Stole Christmas | Riscoprire il Natale               | 13 dicembre 2019 | 22 dicembre 2021 |
| 2  | Father of the Bride         | Padre della bustarella             | 23 marzo 2020    | 22 dicembre 2021 |
| 3  | Sister Pact                 | Patto fra sorelle                  | 24 marzo 2020    | 22 dicembre 2021 |
| 4  | Night Not at the Museum     | Una notte non al museo             | 25 marzo 2020    | 22 dicembre 2021 |
| 5  | Going the Green Mile        | La protesta naturalista            | 26 marzo 2020    | 22 dicembre 2021 |
| 6  | Girlz II Women              | Da adolescenti a donne             | 27 marzo 2020    | 22 dicembre 2021 |
| 7  | Baby One More Rhyme         | Una strofa in più per Sydney       | 3 aprile 2020    | 22 dicembre 2021 |
| 8  | Mrs. Harris' Opus           | L'opera della signora Harris       | 10 aprile 2020   | 22 dicembre 2021 |
| 9  | The Lunch Club              | Il club del pranzo                 | 1º giugno 2020   | 22 dicembre 2021 |
| 10 | Boy Meets Dad               | Ragazzo incontra padre             | 2 giugno 2020    | 22 dicembre 2021 |
| 11 | Slurping with the Enemy     | Slurp col nemico                   | 3 giugno 2020    | 22 dicembre 2021 |
| 12 | What's My Grade Again?      | Qual è il mio voto?                | 4 giugno 2020    | 22 dicembre 2021 |
| 13 | Crush Hour                  | Ora della cotta                    | 5 giugno 2020    | 22 dicembre 2021 |
| 14 | Bummer Rental               | Che disdetta di noleggio           | 12 giugno 2020   | 22 dicembre 2021 |
| 15 | My Best Friends' Ending     | Il finale della mia migliore amica | 19 giugno 2020   | 22 dicembre 2021 |
| 16 | Sing It On                  | Continua a cantare                 | 26 giugno 2020   | 22 dicembre 2021 |
| 17 | Rock the Float!             | Spacca il carro!                   | 17 luglio 2020   | 22 dicembre 2021 |
| 18 | The Big Rozalski            | Il grande Rozalski                 | 24 luglio 2020   | 22 dicembre 2021 |
| 19 | When Harry Met Sydney       | Harry ti presento Sydney           | 7 agosto 2020    | 22 dicembre 2021 |
| 20 | Look Who's Rocking          | Guarda chi spacca                  | 14 agosto 2020   | 22 dicembre 2021 |
| 21 | Thirteen Candles            | Tredici candele                    | 21 agosto 2020   | 22 dicembre 2021 |